# Where Have All the Flowers Gone?
"Where Have All the Flowers Gone?" är en folksång. Den är en protestsång för fred, och de första tre verserna skrevs av Pete Seeger 1955, och publicerades i tidskriften Sing Out!. Ytterligare verser skrevs av Joe Hickerson i maj 1960.

## Låtskrivande
Seeger inspirerades på vägen till en konsert. Han läste i en bok där det stod, "Where are the flowers, the girls have plucked them. Where are the girls, they've all taken husbands. Where are the men, they're all in the army." Dessa ord var från en donkosackisk vaggvisa som romanen Stilla flyter Don av Michail Sjolochov hävisar till. Med bara tre verser spelade han in den i medley på albumet Rainbow Quest. Joe Hickerson lade senare till vers fyra och fem.

## Versioner
Den framfördes först av Marlene Dietrich med text på franska (som "Qui peut dire ou vont les fleurs?") 1962 under en Unicef-konsert. Hon spelade också in sången med text på engelska och tyska, den senare som "Sag' mir, wo die Blumen sind" med text av Max Colpet.
Den framgångsrika sångerskan Dalida spelade också in sången med text på franska, som "Que sont devenues les fleurs?" 
The Kingston Trio spelade in den 1962. Deras singel nådde placering nummer 21 på listorna. Peter, Paul and Mary, Joan Baez och The Countrymen spelade alla in den som en populär folksång. Johnny Rivers hade en 40-i-topp-hit med en folkrockversion. Den amerikanska R&B-gruppen Earth, Wind & Fire spelade 1972 in den på albumet, Last Days and Time. Texten citeras även i singeln "Risingson" 1998 av Massive Attack, där Pete Seeger anges som en av låtskrivarna. Countrysångerskan Dolly Parton har också spelat in sången, 2005 på albumet Those Were the Days.
A-sidan på singeln innehöll "O Ken Karanga", medan B-sidan innehöll listhiten "Where Have All The Flowers Gone?".
En inspelning av sången hörs även i avsnittet Girly Edition i TV-serien, under seriens nionde säsong (1998).
Beppe Wolgers skrev 1962 en svensk text, Inga blommor finns det mer. Den sjöngs in av Lasse Lönndahl som spår 8 på skivan En kväll med Towa och Lasse (1964, skivmärket Teldec, Hamburg) och återfinns även som spår 30 på Lasse Lönndahl, 1957-1973 (2004).

### Fotnoter
1. ↑  Seeger, Pete. ”Where Have All the Flowers Gone”. Sing Out! "11" (5).
2. ↑  Hickerson, Joe (2009-2010). ”The Songfinder”. Sing Out! "53" (2):  s. 76.
3. ↑  Inga blommor finns det mer, blogginlägg av Enn Kokk, utan datum, läst 20 januari 2014.
4. ↑  SMDb
5. ↑  SMDb